# Sorineuchora setshuana
Sorineuchora setshuana är en kackerlacksart som först beskrevs av Bei-Bienko 1958.  Sorineuchora setshuana ingår i släktet Sorineuchora och familjen småkackerlackor. Inga underarter finns listade i Catalogue of Life.